# Tomasz Alkuschi
Tomasso Alkusci lub Alkuschi właściwie Tomasz z Alkosz (ur. w 1783 w Alkosz koło Mosulu, zm. 22 grudnia 1843 w Rzymie) – świecki działacz Kościoła chaldejskiego, jego przedstawiciel przy Stolicy Apostolskiej; współpracownik św. Wincentego Pallottiego, współzałożyciel Zjednoczenia Apostolstwa Katolickiego.
Tomasz, syn Marco z rodziny Maqdassi, pochodził z ubogiej rodziny chaldejskiej, mocno przywiązanej do swego Kościoła. Jego siostrzeniec – Józef Audo – został później patriarchą chaldejczyków (jako Mar Józef VI).
Przed 1804 Tomasz przybył do Rzymu, wysłany przez dominikanów pracujących w Mosulu.
W Rzymie pracował jako tłumacz przy reformie ksiąg liturgicznych obrządku chaldejskiego.
w 1822 podjął wykłady języków wschodnich w Kolegium Kongregacji Rozkrzewiania Wiary i w czasie tej pracy zapoznał się z ks. Wincentym Pallottim. W 1835 bierze razem z Pallottim udział w pierwszej akcji wspierającej Kościół chaldejski, zorganizowanej przez tworzące się w tym czasie Zjednoczenie Apostolstwa Katolickiego. Po śmierci żony, gdy córka wstąpiła do Sióstr Urszulanek, 4 kwietnia 1840 Tomasz wprowadził się do mieszkania przy kościele Santo Spirito, gdzie razem z Pallottim mieszkał do swojej śmierci. W tym samym roku złożył w Kongregacji Rozkrzewiania Wiary memoriał o stanie Kościoła chaldejskiego.
Tomasz Alkusci zmarł 22 grudnia 1843 na rękach Wincentego Pallottiego.